# 博凯尔
博凯尔（法語：Beaucaire，發音：[bokɛʁ]，發音：[ˌbɛwˈkajɾe]），法国南部城市，奥克西塔尼大区加尔省的一个市镇，隶属于尼姆区，其市镇面积为86.52平方公里，2022年1月1日时人口数量为15,695人，在法国城市中排名第621位。
博凯尔位于加尔省东部，罗讷河右岸，隔河与罗讷河口省相望，历史上为朗格多克地区重要的水陆商业码头，现代是一个区域性的中心城市，塔拉斯孔—塞特铁路由此通过。

## 地名来源
根据当地旅游局官方网站的论述，博凯尔最初以拉丁语“Belcaïre”的形式被记载，后者意为“美丽的石头”，对应现代法语“Belle pierre”。
博凯尔所处区域历史上曾通行奥克语普罗旺斯方言，“Beaucaire”对应的奥克语拼写为“Bèucaire”。

## 历史

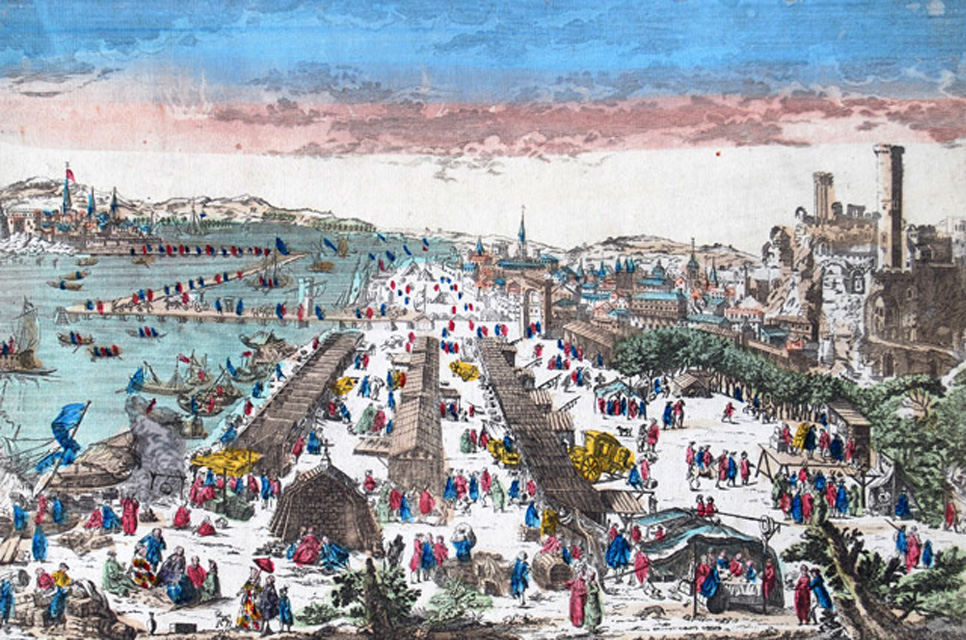
18世纪的博凯尔集市（绘画）

博凯尔的早期历史尚不清楚。根据当地官方网站的论述，博凯尔在公元前七世纪就已形成聚落。公元前一世纪时，罗马人修建的多米提亚道由博凯尔通过，并在此地跨越罗讷河。阿莱西亚战役后，博凯尔成为纳博讷高卢行省的一部分，当地于公元三世纪起开始筑建城墙，主要防御撒拉森及西哥特军队。公元8世纪时，博凯尔附近的一处高地上兴建了军事城堡，这也是罗讷河右岸距离入海口最近的防御工事。中世纪中后期，博凯尔地区趋于平静，1215年，博凯尔司法管辖区成立。得益于其濒临罗讷河的水路优势，图卢兹伯爵雷蒙六世于公元1217年创建博凯尔集市，博凯尔成为朗格多克地区重要的内河港口。法兰西国王路易九世亦曾多次到访博凯尔。16至19世纪初，博凯尔城市规模逐年扩大。1720年的黑死病疫情曾对博凯尔的社会经济造成了一定的影响。罗讷河—塞特运河于1773年建成。法国大革命后，博凯尔成为加尔省的一个市镇。工业革命期间，途径博凯尔的塔拉斯孔—塞特铁路建成通车，该铁路使得博凯尔集市日趋衰败。19世纪末，博凯尔附近兴建了防洪大堤以抵御罗讷河洪水威胁。第二次世界大战末期，横跨罗讷河的博凯尔悬索桥被纳粹德军炸毁。2000年，塔拉斯孔-博凯尔大桥建成通车。2001年，博凯尔获得由法国文化部授予的“艺术与历史之城”的称号。

## 地理

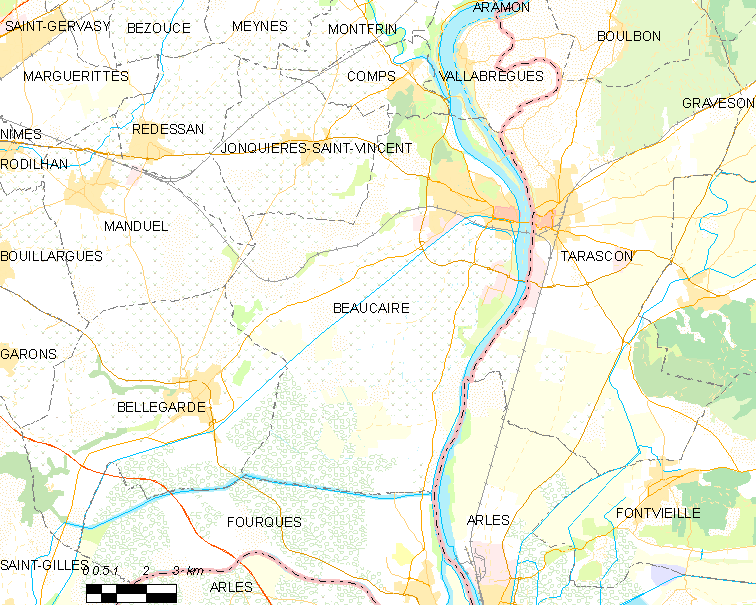
博凯尔市镇范围地图

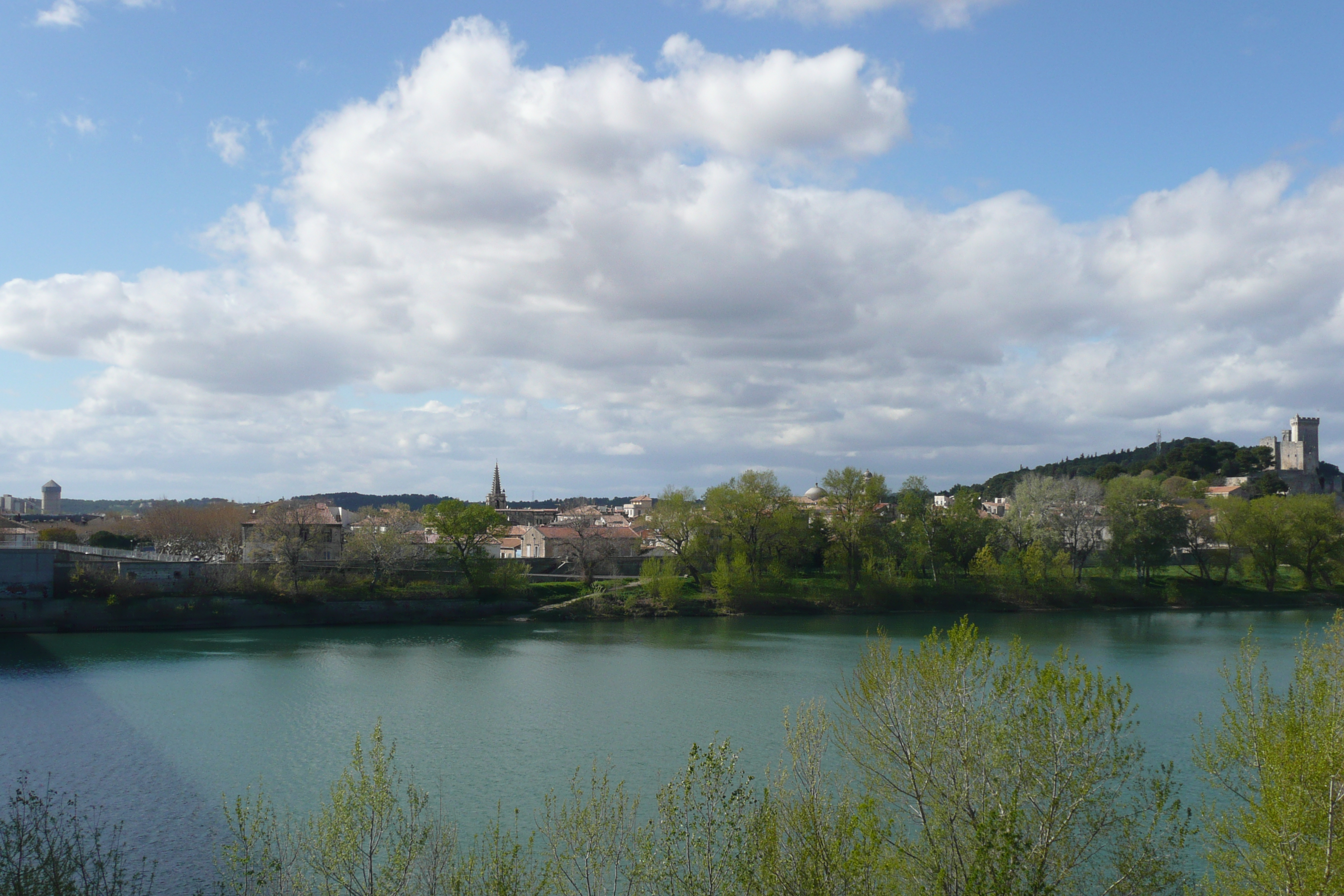
罗讷河博凯尔段

博凯尔位于法国南部偏东，奥克西塔尼大区东部和加尔省东南部，距离省会尼姆大约26公里。与博凯尔接壤的市镇包括：容基耶尔圣樊尚、孔普斯、瓦拉布雷格、勒代桑、芒迪埃勒、贝勒加德、塔拉斯孔、富尔克和阿尔勒。

### 地形
博凯尔位于卡马格腹地，境内以平原为主，市镇中心地势较为平坦，市区北侧为一处小山丘，全境海拔在1到156米之间。

### 水文
博凯尔位于罗讷河流域范围内，其干流自北向南流经市区东侧，人工开凿的罗讷河—塞特运河从博凯尔市区经过。

### 植被
博凯尔属于亚热带硬叶林区，城堡南侧的十九世纪花园（Jardin du XIXème）是当地的主要城市绿地。
在鲜花城市的评比中，博凯尔被评为1星级鲜花城市。

### 气候
博凯尔在柯本气候分类法中属于地中海气候。
距离博凯尔最近的常年气象站位于塔拉斯孔境内，以下为该气象站的数据（其中日照数据取自尼姆气象站）：
| 塔拉斯孔 1981年－2019年 | 塔拉斯孔 1981年－2019年 | 塔拉斯孔 1981年－2019年 | 塔拉斯孔 1981年－2019年 | 塔拉斯孔 1981年－2019年 | 塔拉斯孔 1981年－2019年 | 塔拉斯孔 1981年－2019年 | 塔拉斯孔 1981年－2019年 | 塔拉斯孔 1981年－2019年 | 塔拉斯孔 1981年－2019年 | 塔拉斯孔 1981年－2019年 | 塔拉斯孔 1981年－2019年 | 塔拉斯孔 1981年－2019年 | 塔拉斯孔 1981年－2019年 |
| 月份                    | 1月                     | 2月                     | 3月                     | 4月                     | 5月                     | 6月                     | 7月                     | 8月                     | 9月                     | 10月                    | 11月                    | 12月                    | 全年                    |
| ----------------------- | ----------------------- | ----------------------- | ----------------------- | ----------------------- | ----------------------- | ----------------------- | ----------------------- | ----------------------- | ----------------------- | ----------------------- | ----------------------- | ----------------------- | ----------------------- |
| 历史最高温 °C（°F）     | 21.1 (70.0)             | 22.3 (72.1)             | 27.3 (81.1)             | 30.7 (87.3)             | 35.5 (95.9)             | 38.2 (100.8)            | 38.3 (100.9)            | 40.3 (104.5)            | 35.1 (95.2)             | 31 (88)                 | 23.3 (73.9)             | 18.7 (65.7)             | 40.3 (104.5)            |
| 平均高温 °C（°F）       | 10.7 (51.3)             | 12.4 (54.3)             | 16.4 (61.5)             | 19.2 (66.6)             | 23.8 (74.8)             | 28.1 (82.6)             | 31.1 (88.0)             | 30.8 (87.4)             | 25.3 (77.5)             | 20.5 (68.9)             | 14.4 (57.9)             | 10.7 (51.3)             | 20.3 (68.5)             |
| 日均气温 °C（°F）       | 6.8 (44.2)              | 7.9 (46.2)              | 11.3 (52.3)             | 13.8 (56.8)             | 18 (64)                 | 22 (72)                 | 24.7 (76.5)             | 24.4 (75.9)             | 19.8 (67.6)             | 15.9 (60.6)             | 10.5 (50.9)             | 7.1 (44.8)              | 15.2 (59.4)             |
| 平均低温 °C（°F）       | 2.9 (37.2)              | 3.3 (37.9)              | 6.1 (43.0)              | 8.3 (46.9)              | 12.2 (54.0)             | 15.8 (60.4)             | 18.2 (64.8)             | 18.1 (64.6)             | 14.2 (57.6)             | 11.3 (52.3)             | 6.6 (43.9)              | 3.6 (38.5)              | 10.1 (50.2)             |
| 历史最低温 °C（°F）     | −7.7 (18.1)             | −6.8 (19.8)             | −6.2 (20.8)             | −0.7 (30.7)             | 4.4 (39.9)              | 8.3 (46.9)              | 10.5 (50.9)             | 10.7 (51.3)             | 5.7 (42.3)              | 0.5 (32.9)              | −4.7 (23.5)             | −7.5 (18.5)             | −7.7 (18.1)             |
| 平均降水量 mm（）       | 53.8 (2.12)             | 33.4 (1.31)             | 33 (1.3)                | 60.1 (2.37)             | 49.7 (1.96)             | 29.8 (1.17)             | 26.4 (1.04)             | 30.4 (1.20)             | 115.9 (4.56)            | 92 (3.6)                | 73 (2.9)                | 48.4 (1.91)             | 645.9 (25.43)           |
| 月均日照時數            | 141.6                   | 166.3                   | 222.2                   | 229.8                   | 262                     | 311                     | 341.1                   | 301.6                   | 239                     | 166.6                   | 147.9                   | 134                     | 2,663.1                 |
| 来源：infoclimat.fr     |                         |                         |                         |                         |                         |                         |                         |                         |                         |                         |                         |                         |                         |

## 行政区划
博凯尔的市镇编号为30032，邮政编号为30300。
在行政管理方面，博凯尔隶属于法国奥克西塔尼大区加尔省尼姆区；在地方选举方面，博凯尔是博凯尔县的中央投票站所在地，其市镇范围全境被划入加尔省第一选区；在社会管理方面，博凯尔是博凯尔市镇公共社区的办公驻地。
截至2023年7月，博凯尔市镇范围内的市中心（Centre Ville）和拉穆利内勒（La Moulinelle）两个街区为城市政策优先街区。
法国国家统计与经济研究所（简称）在进行数据统计时，将博凯尔及相邻的另外一个市镇设为博凯尔城市核心区以及博凯尔城市区。自2020年起，博凯尔城市区被包含五个市镇的博凯尔城市辐射区代替。此外，还将博凯尔市镇分为了五个“块区”（IRIS），以便于统计人口分布情况。

## 交通

### 公路
加尔省省道D15线、D38线、D90线、D986L线和D999线在博凯尔境内交汇。奥克西塔尼大区下属的城际客运提供巴士线路，可前往尼姆和阿维尼翁。
| 23 | 21 |

| 尼姆 | 25 |

| 阿尔勒 | 20 |

| 勒穆兰 | 19 |

2019年，72.3%的博凯尔家庭拥有至少一辆私人汽车。2021年，博凯尔境内共发生各类交通事故7起，造成1人遇难，8人受伤，其中6人重伤。

### 铁路

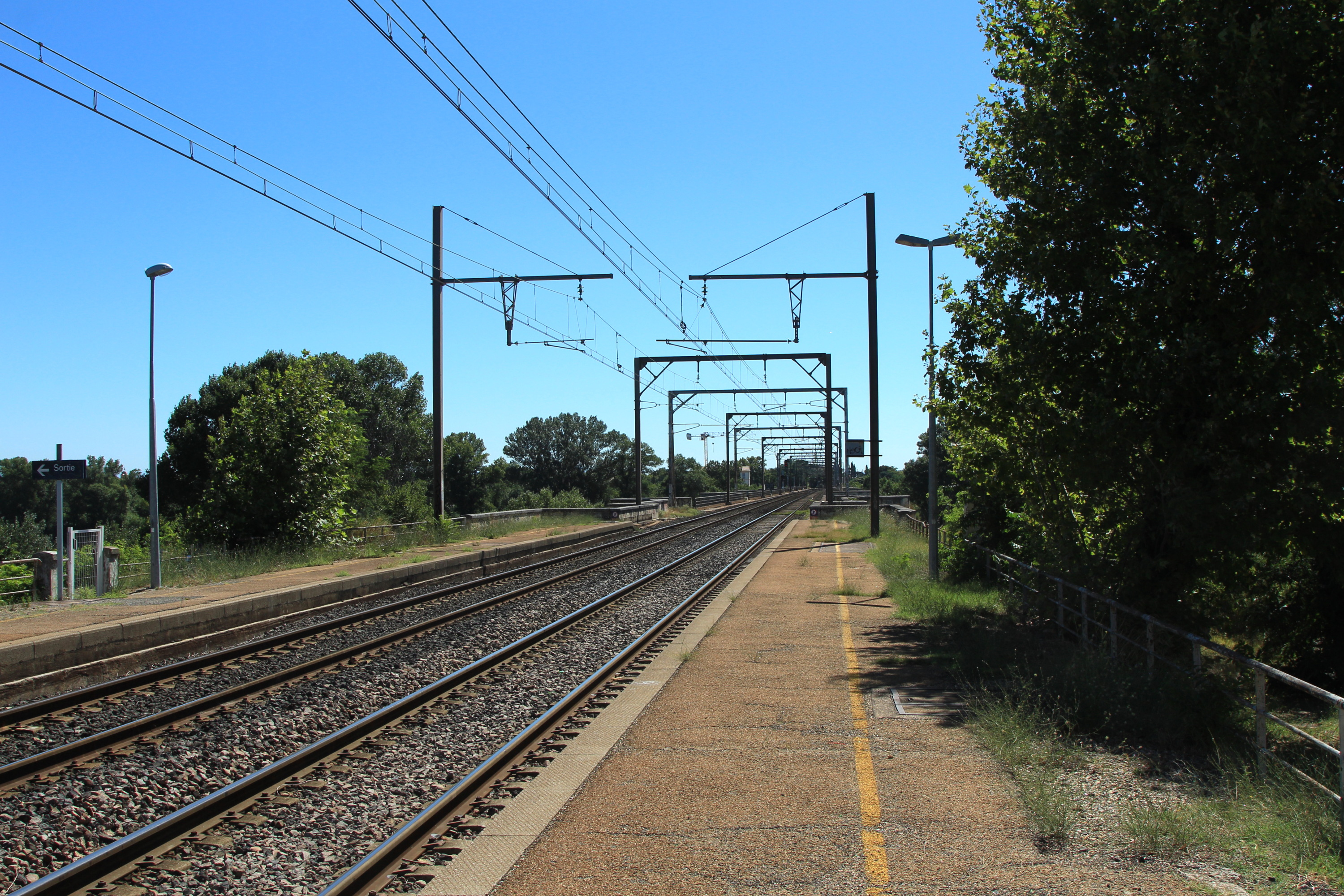
博凯尔火车站的站台

博凯尔位于塔拉斯孔—塞特铁路上，博凯尔站位于市区南部，该停靠往返于阿维尼翁和纳博讷一线的区域列车，部分车次可直通马赛及佩皮尼昂。

### 航空
距离博凯尔最近的民用航空站为公里外的尼姆机场，该机场开行季节性客运航线。

### 城市公共交通
截至2023年7月，博凯尔暂无城市公共交通系统。

## 政治

### 市政内阁

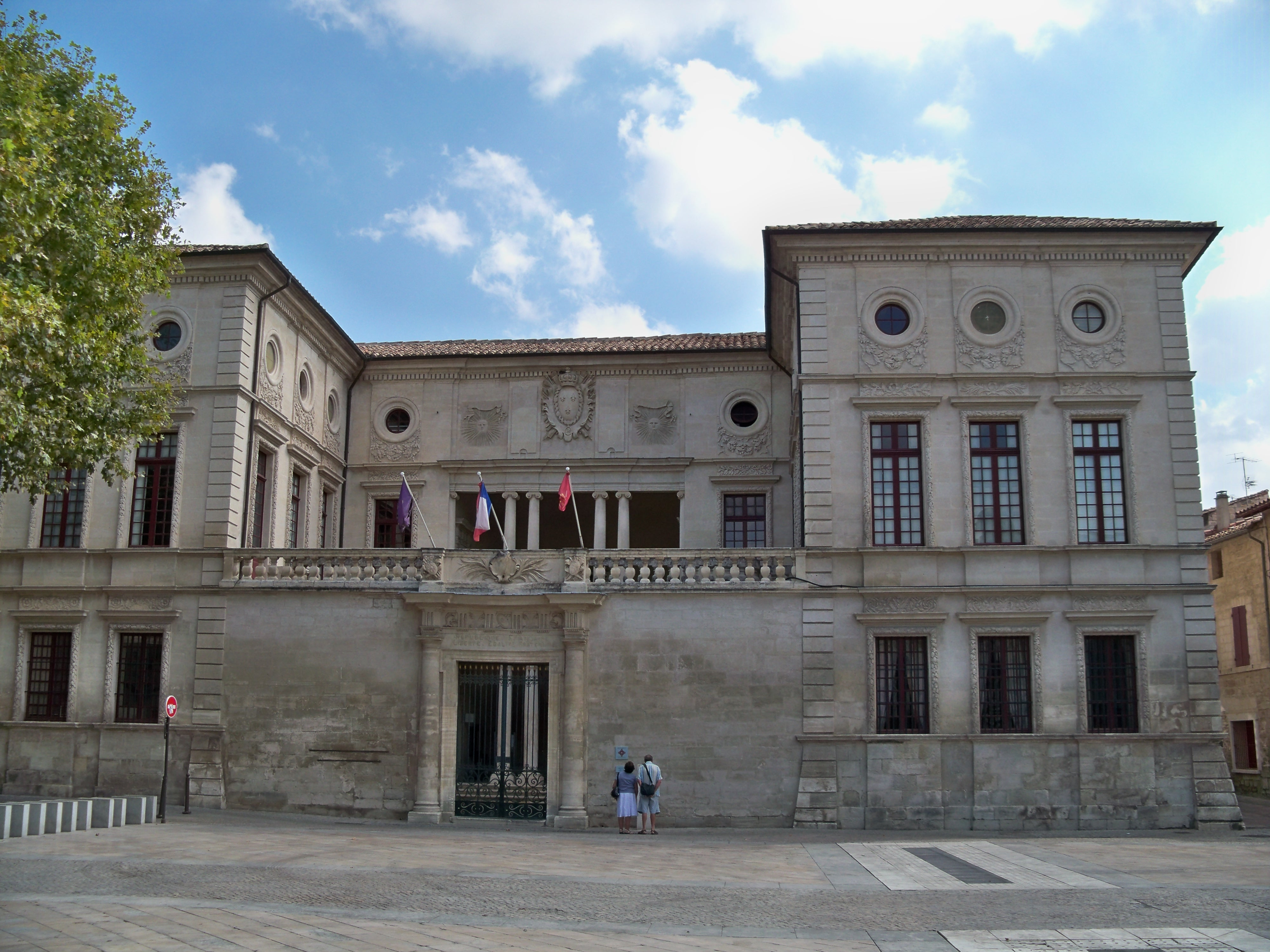
博凯尔市政厅

博凯尔的现任市长为朱利安·桑切斯先生，他是国民阵线的一名成员，在2020年的市政选举中获得了59.50%的支持率。
| 博凯尔历届市长 | 博凯尔历届市长                    | 博凯尔历届市长                            |
| 任期           | 市长                              | 党派                                      |
| -------------- | --------------------------------- | ----------------------------------------- |
| 1944年－1945年 | Camille BLOT 卡米耶·布洛          | 不详                                      |
| 1945年－1953年 | Maurice SABLIER 莫里斯·萨布利耶   | 不详                                      |
| 1953年－1959年 | François CESTIN 弗朗索瓦·塞斯坦   | 不详                                      |
| 1959年－1983年 | José BOYER 若塞·布瓦耶            | PCF法国共产党                             |
| 1983年－2002年 | Jean-Marie ANDRÉ 让-马里·安德烈   | UDF法国民主联盟 →DL民主自由               |
| 2002年－2008年 | Mireille CELLIER 米蕾耶·塞利耶    | UMP人民运动联盟                           |
| 2008年－2014年 | Jacques Bourbousson 雅克·布尔布松 | PR法国共和人党 →UDI民主人士和独立人士联盟 |
| 2014年－       | Julien SANCHEZ 朱利安·桑切斯      | RN国民联盟                                |

### 各级选举
| 博凯尔历届投票选举结果 | 博凯尔历届投票选举结果 | 博凯尔历届投票选举结果 | 博凯尔历届投票选举结果 | 博凯尔历届投票选举结果             | 博凯尔历届投票选举结果 | 博凯尔历届投票选举结果 | 博凯尔历届投票选举结果             | 博凯尔历届投票选举结果 | 博凯尔历届投票选举结果 |
| 选举项目               | 选举范围               | 选区单位               | 选区单位内的选举结果   | 选区单位内的选举结果               | 选区单位内的选举结果   | 选区单位内的选举结果   | 选区单位内的选举结果               | 选区单位内的选举结果   | 参考资料               |
| 选举项目               | 选举范围               | 选区单位               | 第一轮胜出者           | 第一轮胜出者                       | 支持率                 | 第二轮胜出者           | 第二轮胜出者                       | 支持率                 | 参考资料               |
| ---------------------- | ---------------------- | ---------------------- | ---------------------- | ---------------------------------- | ---------------------- | ---------------------- | ---------------------------------- | ---------------------- | ---------------------- |
| 2017年法國總統選舉     | 法國                   | 市镇                   |                        | 玛丽娜·勒庞                        | 40.83%                 |                        | 玛丽娜·勒庞                        | 55.47%                 | [ 28 ]                 |
| 2017年法国立法选举     | 加尔省第一选区         | 市镇                   |                        | 约安·吉莱                          | 47.79%                 |                        | 约安·吉莱                          | 61.89%                 | [ 28 ]                 |
| 2019年欧洲议会选举     | 法國                   | 市镇                   |                        | 若尔当·巴尔代拉                    | 47.83%                 | （不适用）             | （不适用）                         | （不适用）             | [ 30 ]                 |
| 2021年法国省级选举     | 加尔省                 | 县                     |                        | 让-皮埃尔·菲斯泰尔 埃利萨贝特·蒙代 | 51.72%                 |                        | 让-皮埃尔·菲斯泰尔 埃利萨贝特·蒙代 | 57.06%                 | [ 31 ]                 |
| 2021年法国省级选举     | 加尔省                 | 市镇                   |                        | 让-皮埃尔·菲斯泰尔 埃利萨贝特·蒙代 | 60.86%                 |                        | 让-皮埃尔·菲斯泰尔 埃利萨贝特·蒙代 | 68.73%                 | [ 31 ]                 |
| 2021年法国大区选举     | 奧克西塔尼大區         | 市镇                   |                        | 让-保罗·加罗                       | 56.82%                 |                        | 让-保罗·加罗                       | 61.45%                 | [ 32 ]                 |
| 2022年法国总统选举     | 法國                   | 市镇                   |                        | 玛丽娜·勒庞                        | 38.05%                 |                        | 玛丽娜·勒庞                        | 60.82%                 | [ 28 ]                 |
| 2022年法国立法选举     | 加尔省第一选区         | 市镇                   |                        | 约安·吉莱                          | 50.67%                 |                        | 约安·吉莱                          | 70.31%                 | [ 28 ]                 |

## 人口
2020年，博凯尔市镇人口数量为15,659，在法国排名第621位。其中男性7,560人，女性8,346人，75岁及以上人口占8.1%，外籍人口数量为2,347人，人口密度为181人/平方公里，当地居民被称为（男性）或（女性）。2020年，博凯尔境内出生208人，死亡人口153人。
| 博凯尔1901年－2020年人口变化情况 |
|                                  |
| 数据来源：Cassini、INSEE         |

## 经济
博凯尔是一个区域性的中心城市。截至2023年7月，博凯尔市镇范围内共有各类用人单位（包含自雇）2,602家，平均历史为16年，其中99.46%为中小型企业（PME），2023年5月至7月间，当地的经济活力指数为-0.08%。（鱼产品）、（土地租赁）及（危险垃圾处理）是当地2021年营业额最高的三个企业，分别为45,126,814欧元、40,277,675欧元和20,428,510欧元。

## 财政与居民收入
2021年，博凯尔的财政收入总额为22,414,200欧元，财政支出总额为20,013,200欧元，当年的债务总额为14,352,900欧元。2021年，博凯尔市镇通过增值税获得551,580欧元的收入，此外当地还共获得了320,640欧元的国家直接财政补助。
2019年，博凯尔的人均月收入总额为1,981欧元，其中高级职员为3,280欧元，低于法国平均水平（4,230欧元）；中级职员为2,359欧元，低于法国平均水平（2,411欧元）；普通职员为1,663欧元，亦低于法国平均水平（1,740欧元）。
2019年，博凯尔境内的贫困率为29%，青壮年（15至64岁）失业率为22.7%；当地28.8%的家庭拥有纳税资格，平均纳税2,733欧元，低于法国平均水平（4,393欧元）。

## 社会事务

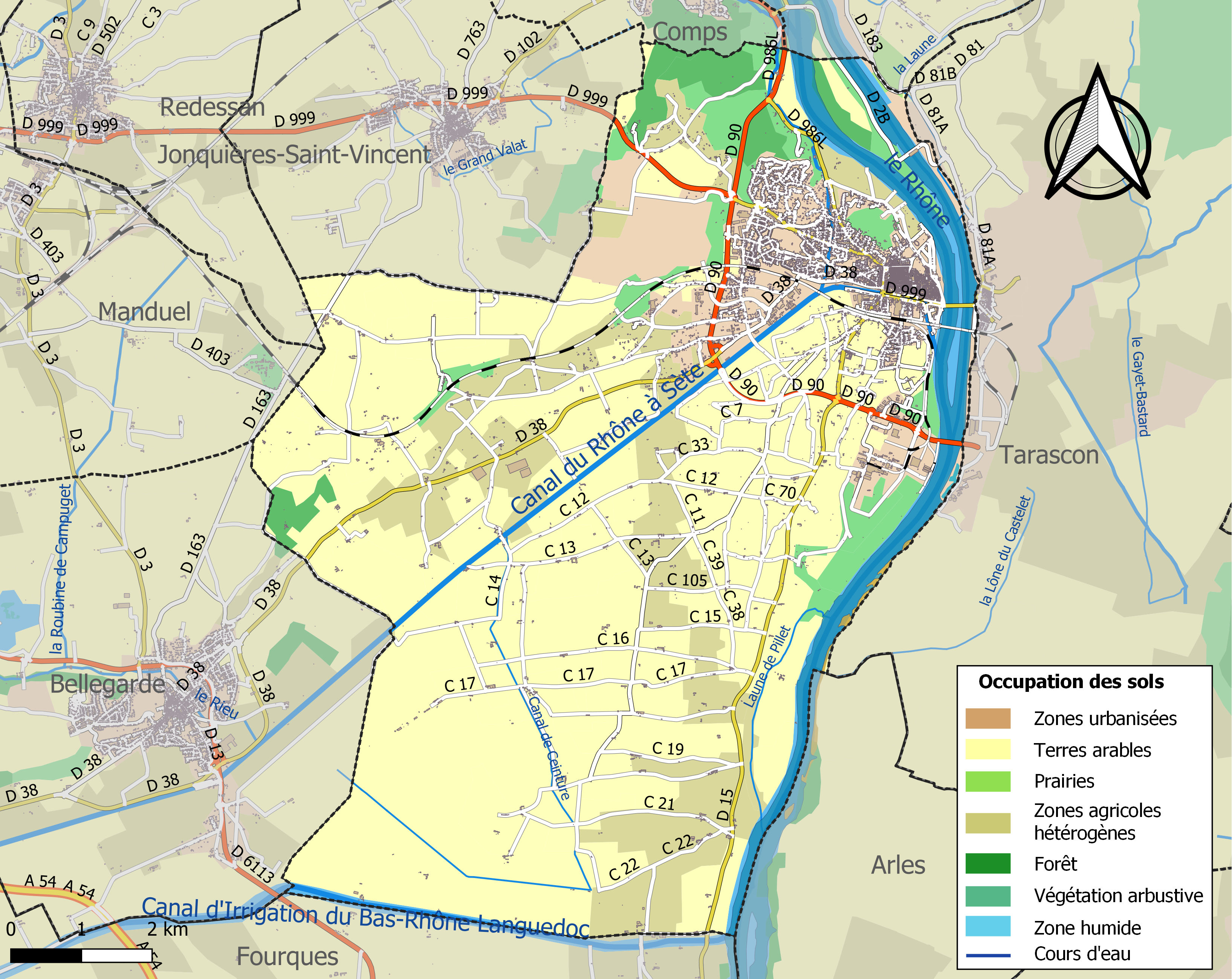
博凯尔土地利用情况地图

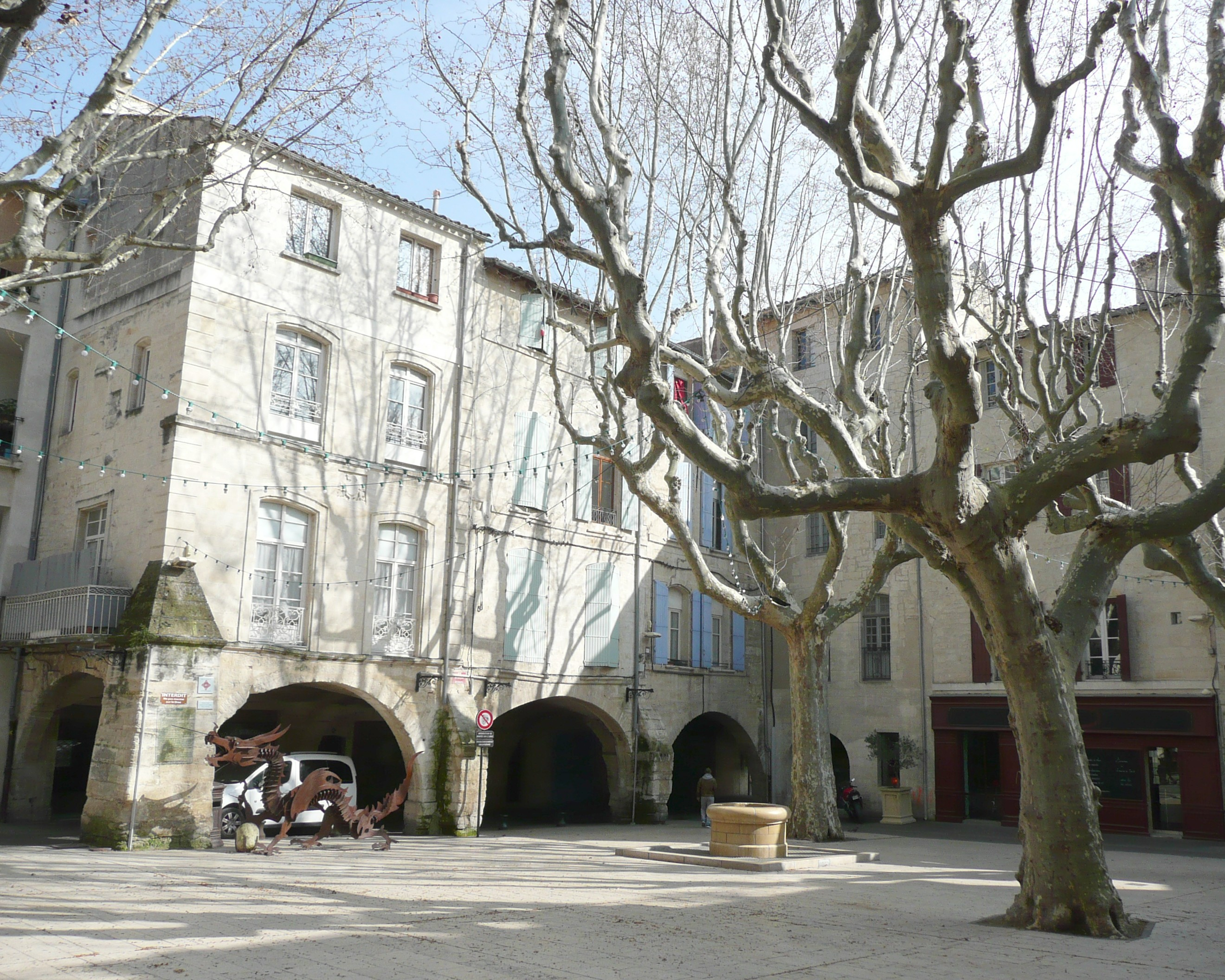
共和国广场

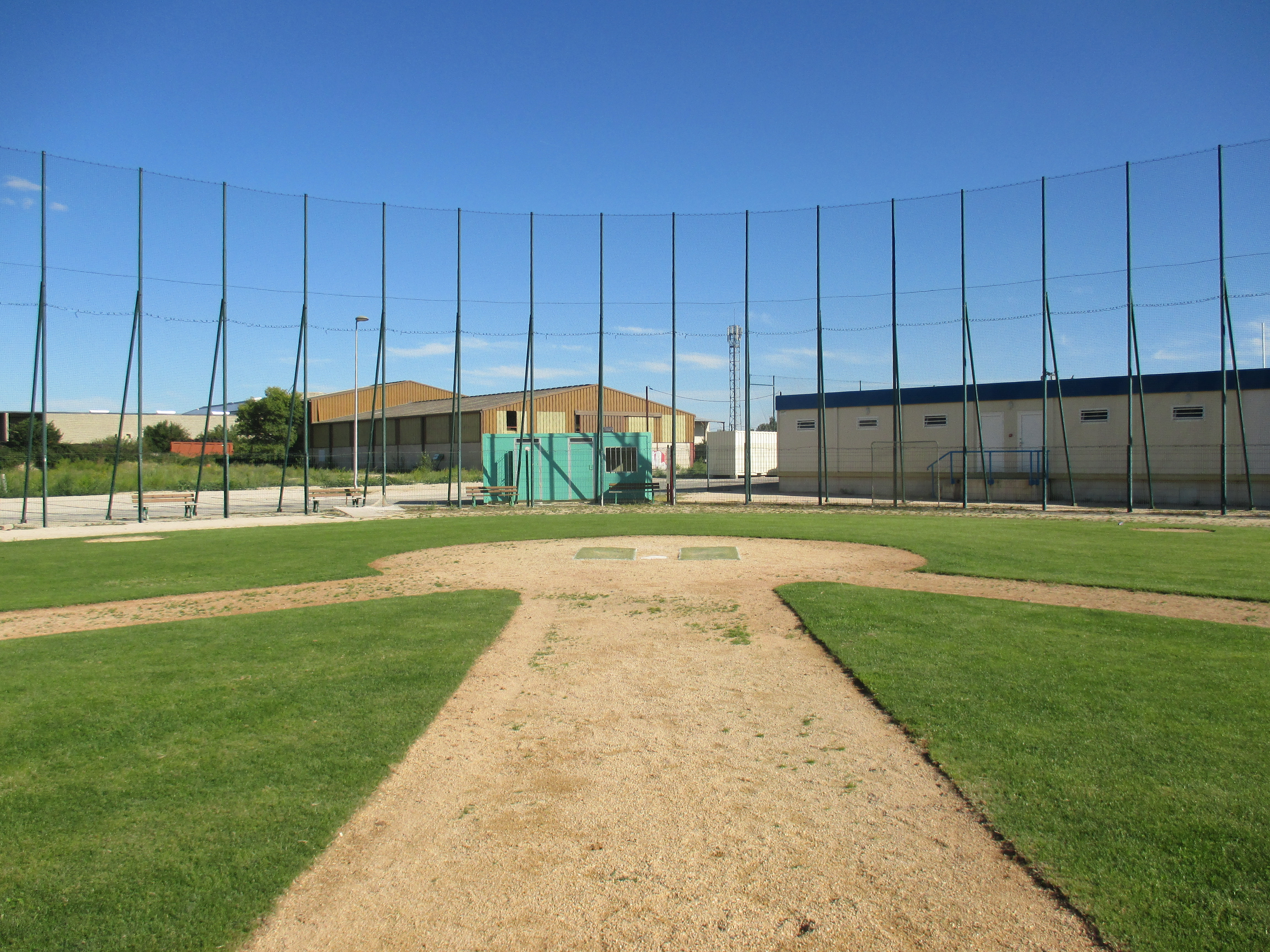
博凯尔棒球场

### 教育
博凯尔属于蒙彼利埃学区。截至2021年1月1日，博凯尔境内共有4所幼儿园、7所小学、3所初级中学、1所普通高中和1所职业高中。 021至2022学年度，博凯尔境内共有在校中等教育阶段学生1,344名。

### 医疗
截至2021年1月1日，博凯尔境内共有全科医生11名、保健师16名、牙医7名、护士32名、耳科医生1名、眼科医生1名、助产士1名和妇科医生1名。境内共有药房5家。
距离博凯尔最近的区域性医疗机构为卡马格之门医院（Hôpitaux des Portes de Camargue），其主病区位于塔拉斯孔，距离博凯尔市区的正常车程大约6分钟，该院设有床位144个，是当地规模最大的公立综合性医院之一。

### 住房
2019年，博凯尔境内共有各类住房7,824套，其中55.6%为独立式居民区，44.1%为集中式居民区。常住房屋占博凯尔市镇范围内居民建筑总量的87.1%。
在住房保障政策方面，2021年，博凯尔境内共有1,971户家庭获得了住房经济补助，受益人数占总人口数量的12.6%，其中1,849份为房租补助。

### 商业
2021年，博凯尔境内共有各类实体商铺398家，其中餐厅46家、大型超市4家、杂货店6家、面包房9家、肉铺4家、书店3家、装饰品店1家、银行门店7家、美容美发店23家、汽车维修店29家。市区西北部建有开放式商业街区，有家乐福、Lidl、Intersport、Action、BUT等大型商场；市中心则建有Intermarché及Proxi便民超市。

### 体育
2021年，博凯尔境内共有1家游泳池、1间体育馆、1座综合体育场、5处网球场、2处马术场、3处足球或橄榄球场以及2处篮球或排球场。
截至2023年7月，博凯尔境内共有三家注册足球俱乐部。博凯尔体育会（编号551488）是当地的代表性足球队，成立于1908年，后历经多次重组，其主队2022至2023赛季参加法国全国丙组联赛（法国第五级别），其主场为菲利贝尔·施耐德球场（Stade Philibert Schneider）。

### 环境
博凯尔的环境事务由其所属的博凯尔市镇公共社区联合各级政府协调负责。2021年，博凯尔境内共有1家污染企业。

### 治安
2021年，博凯尔市镇范围内共有1处派出所。
博凯尔及其附近的共35个市镇是尼姆国家宪兵队（zone gendarmerie de Nîmes）的管辖范围。2020年，该宪兵队累计记录各类案件4,768起，其中盗窃类案件2,477起，经济类案件711起，毒品交易类案件281起。

## 文化
2021年，博凯尔境内共有2家博物馆和1家音乐厅。博凯尔市政府提供市镇图书馆（Bibliothèque municipale），每周二至六向公众开放。

### 建筑
博凯尔境内有多处历史建筑，其中博凯尔城堡、圣罗芒修道院遗址等为法国国家文物保护单位等，教堂则是当地的地标性建筑物。

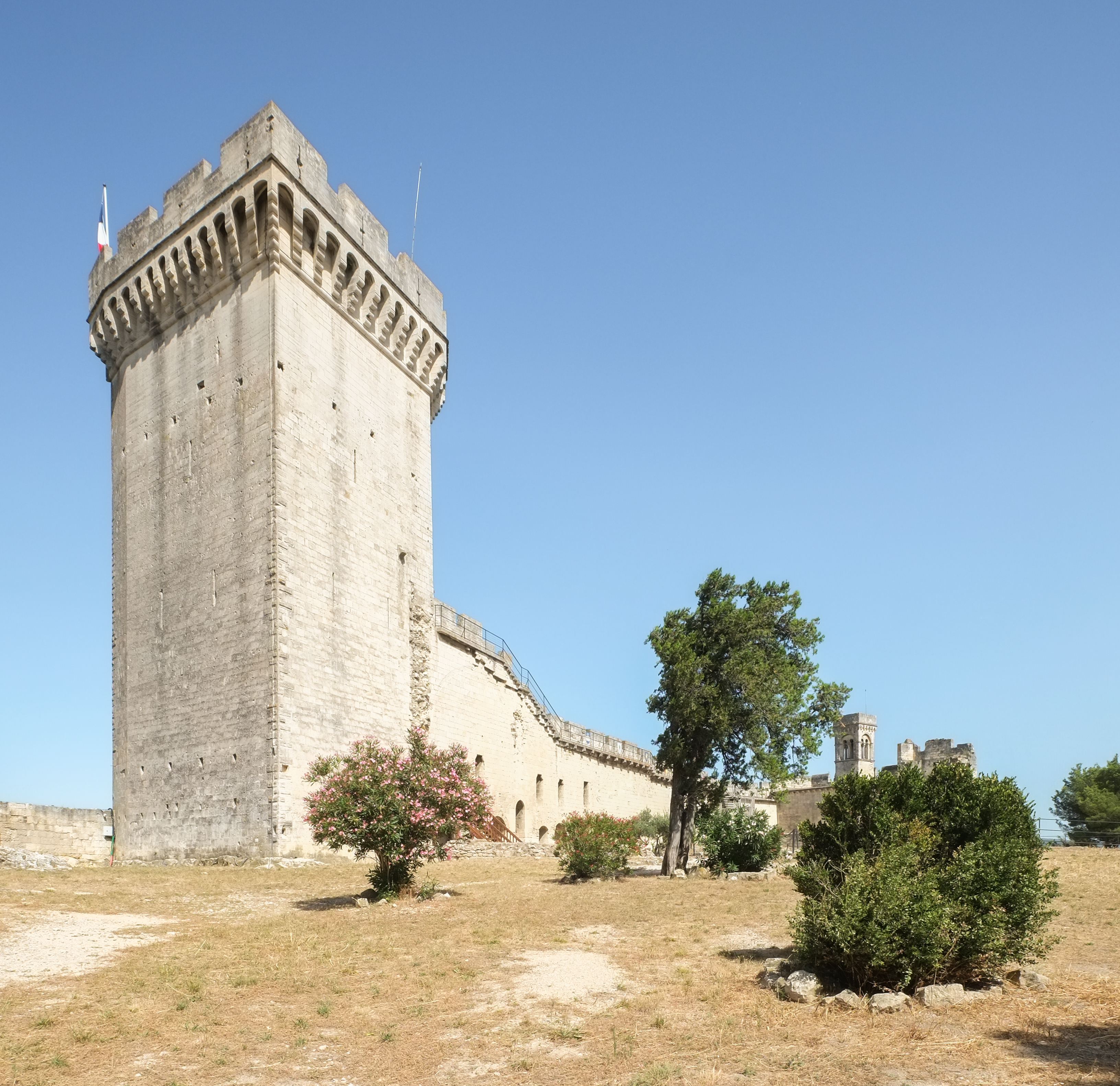
城堡碉楼
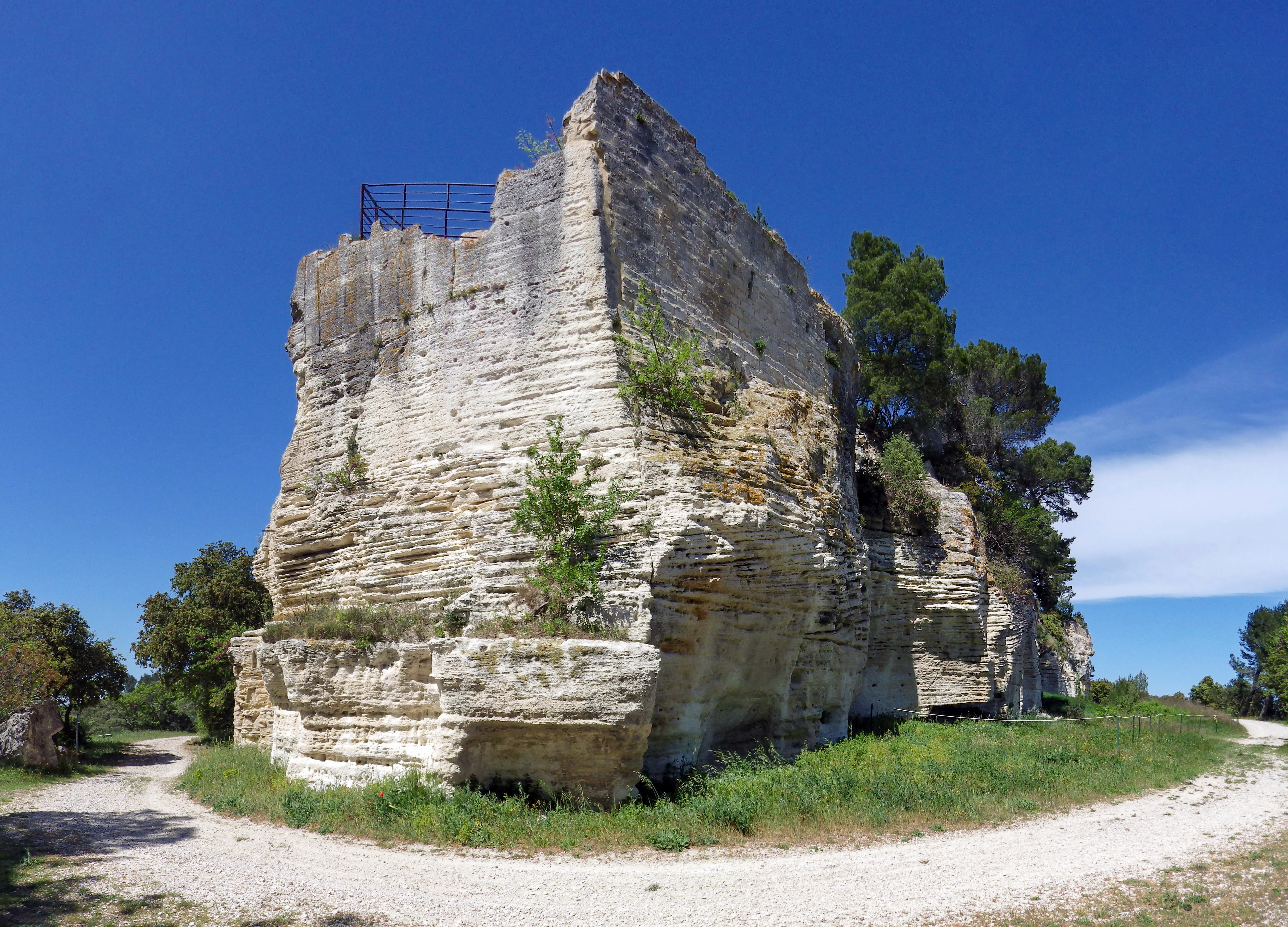
圣罗芒修道院（法语：Abbaye de Saint-Roman）遗址
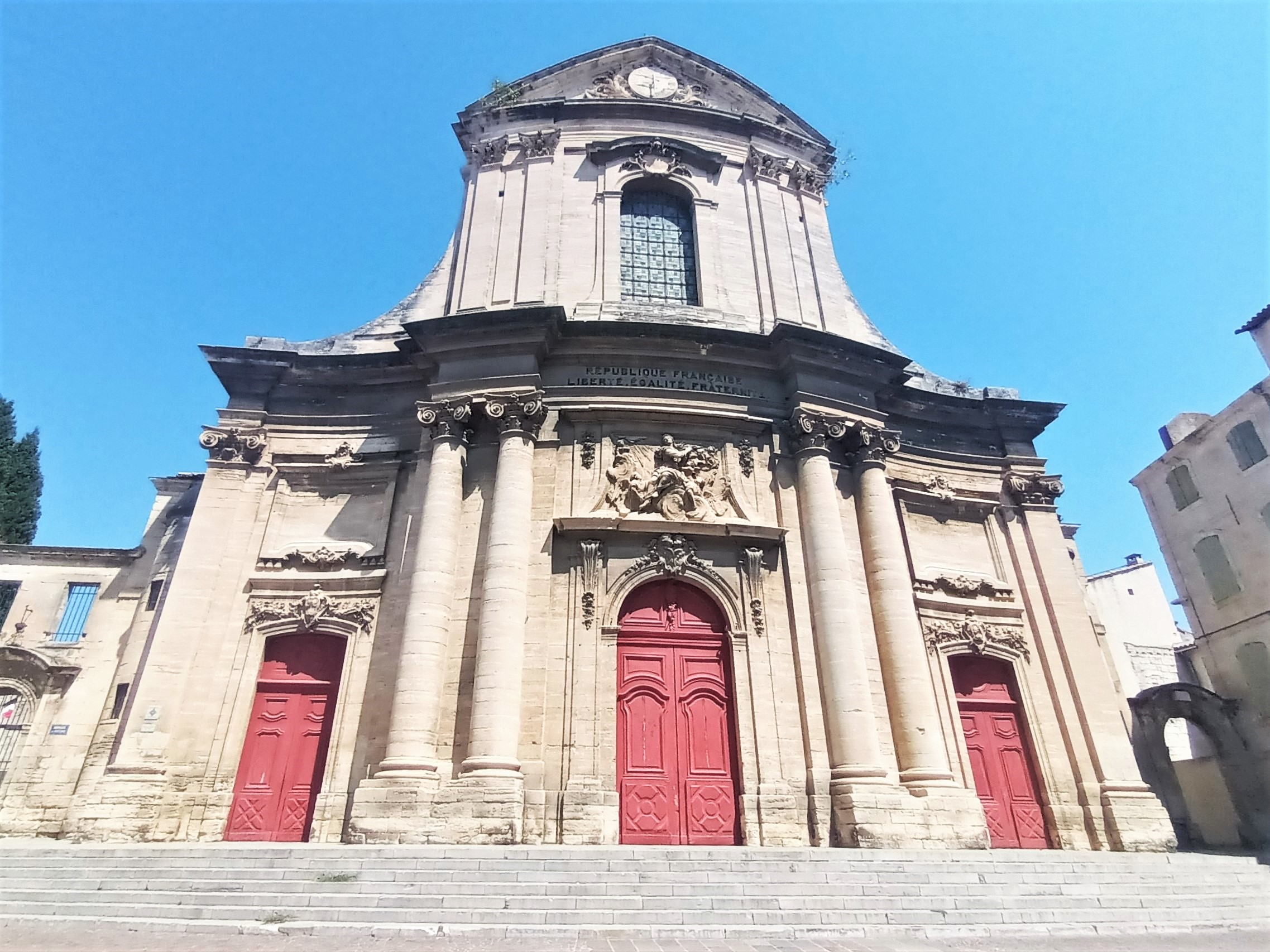
苹果园圣母大教堂
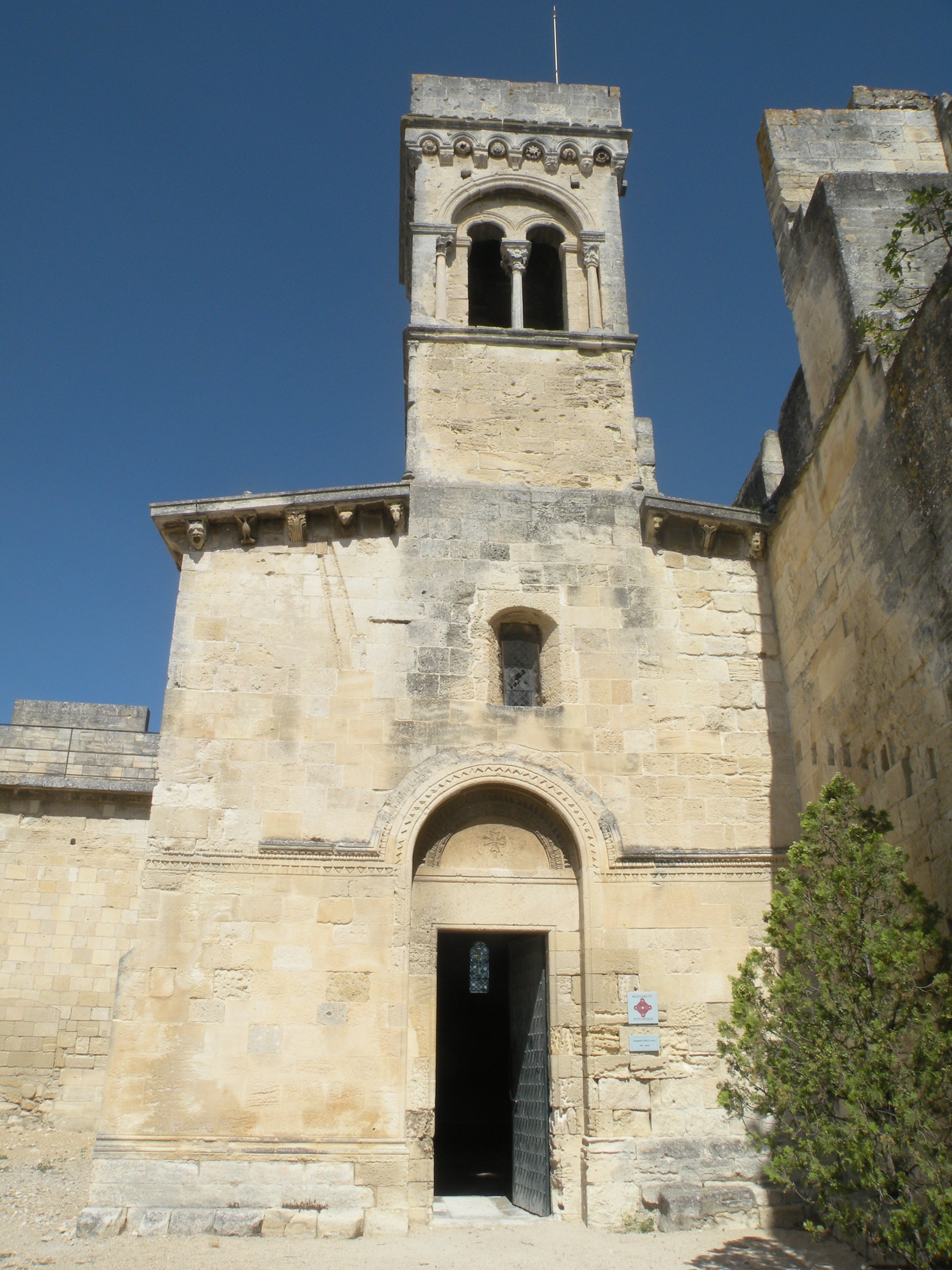
圣路易小教堂（法语：Chapelle Saint-Louis de Beaucaire）
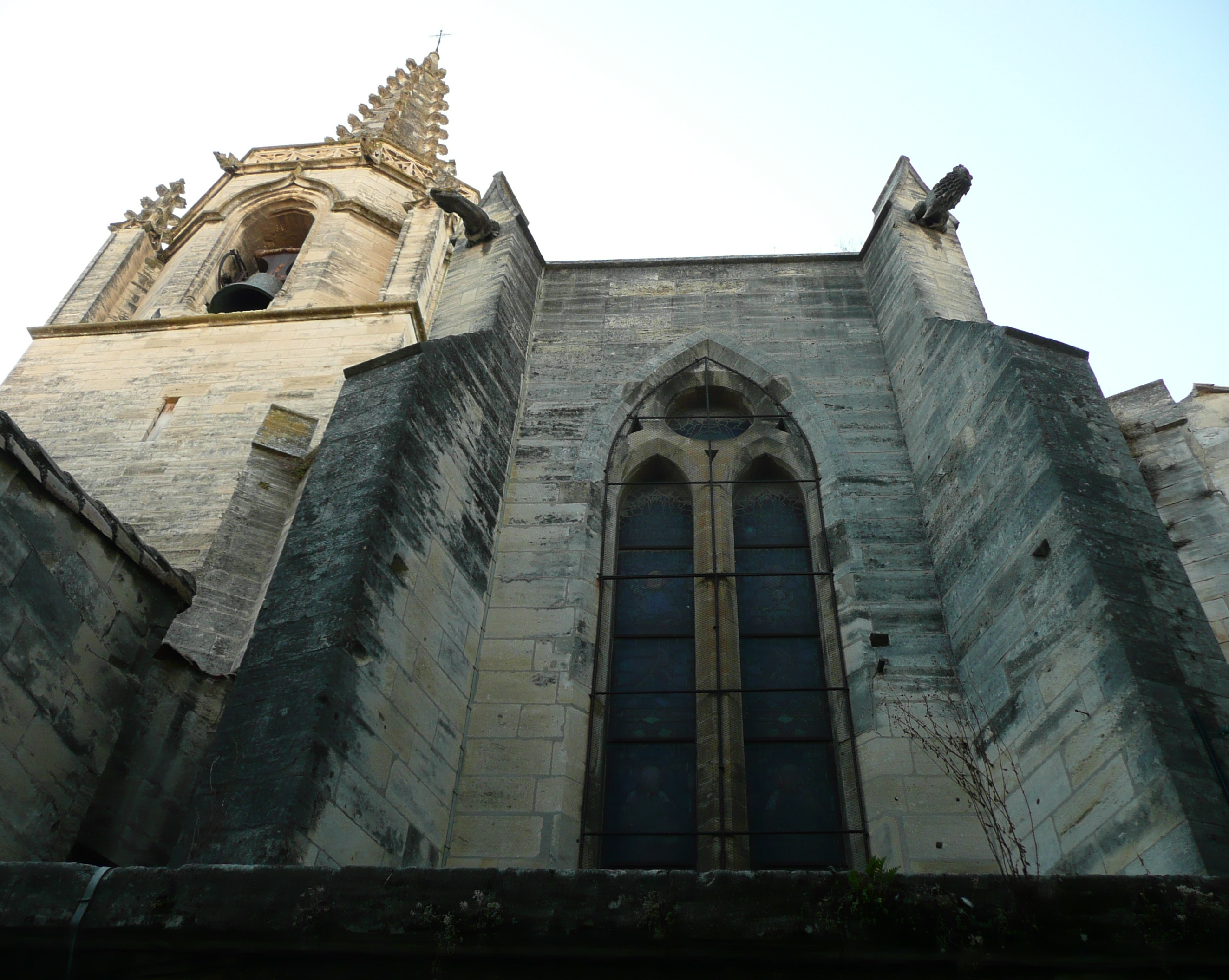
圣保罗教堂（法语：Église Saint-Paul de Beaucaire）
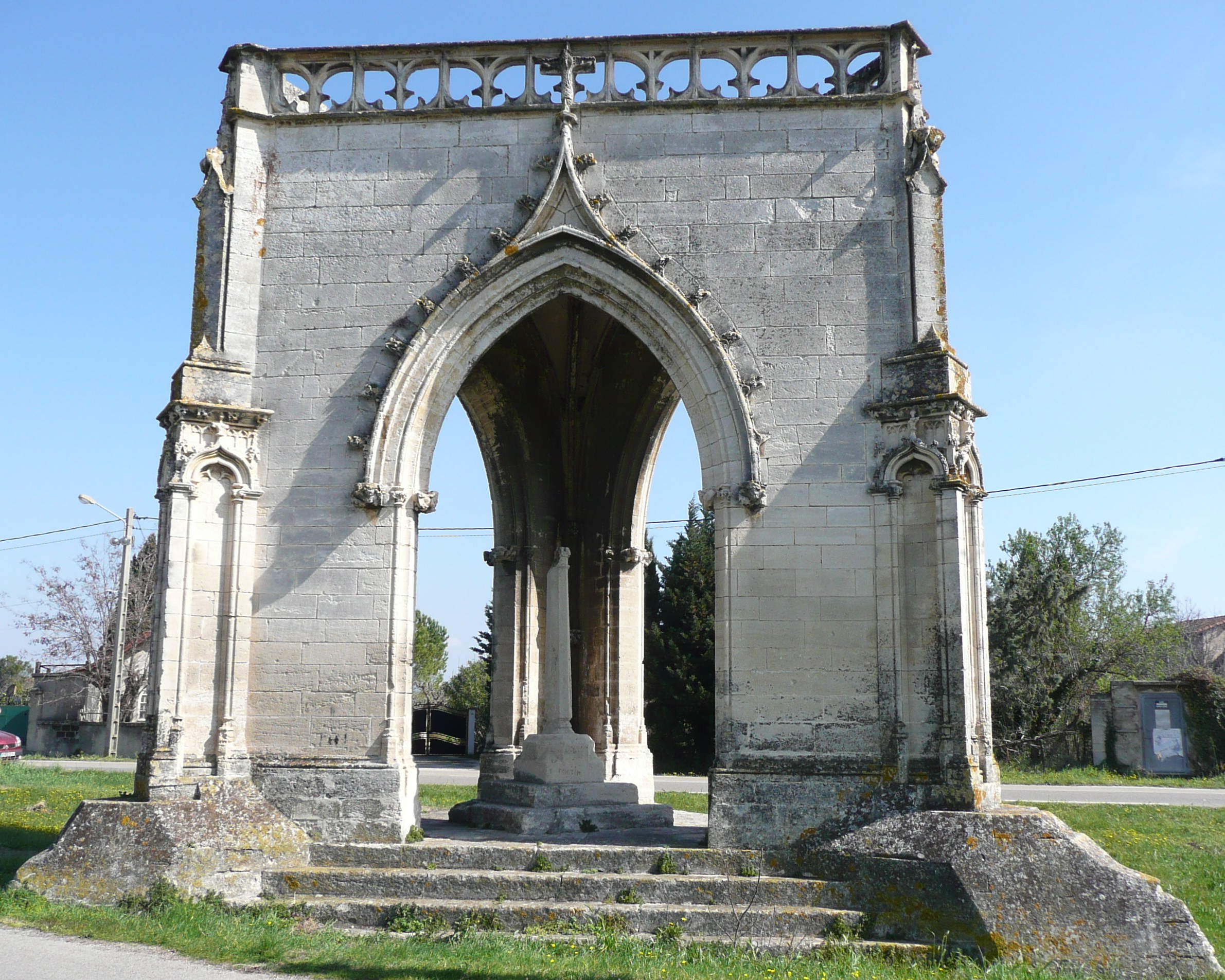
十字架
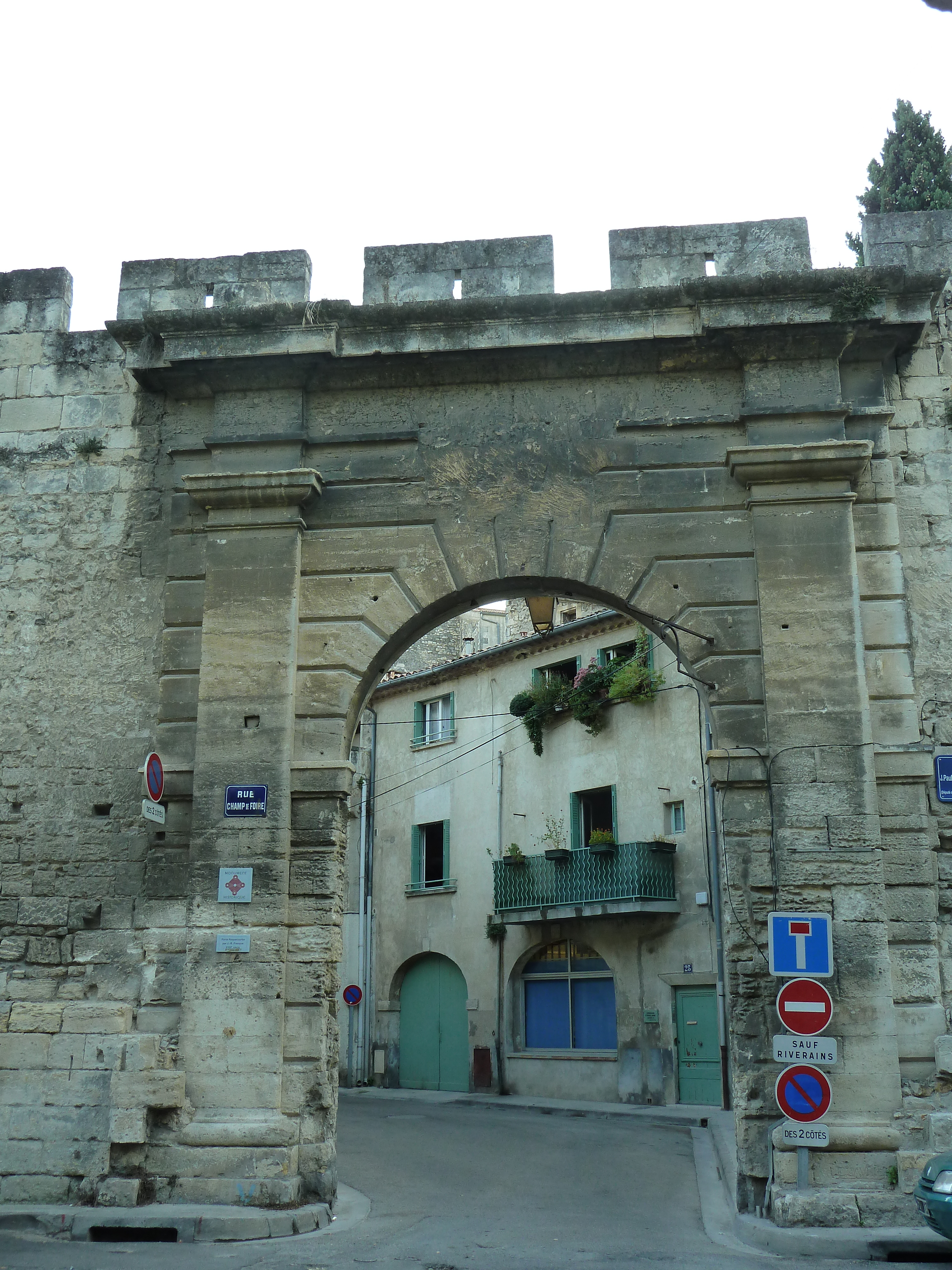
罗克库尔布城门
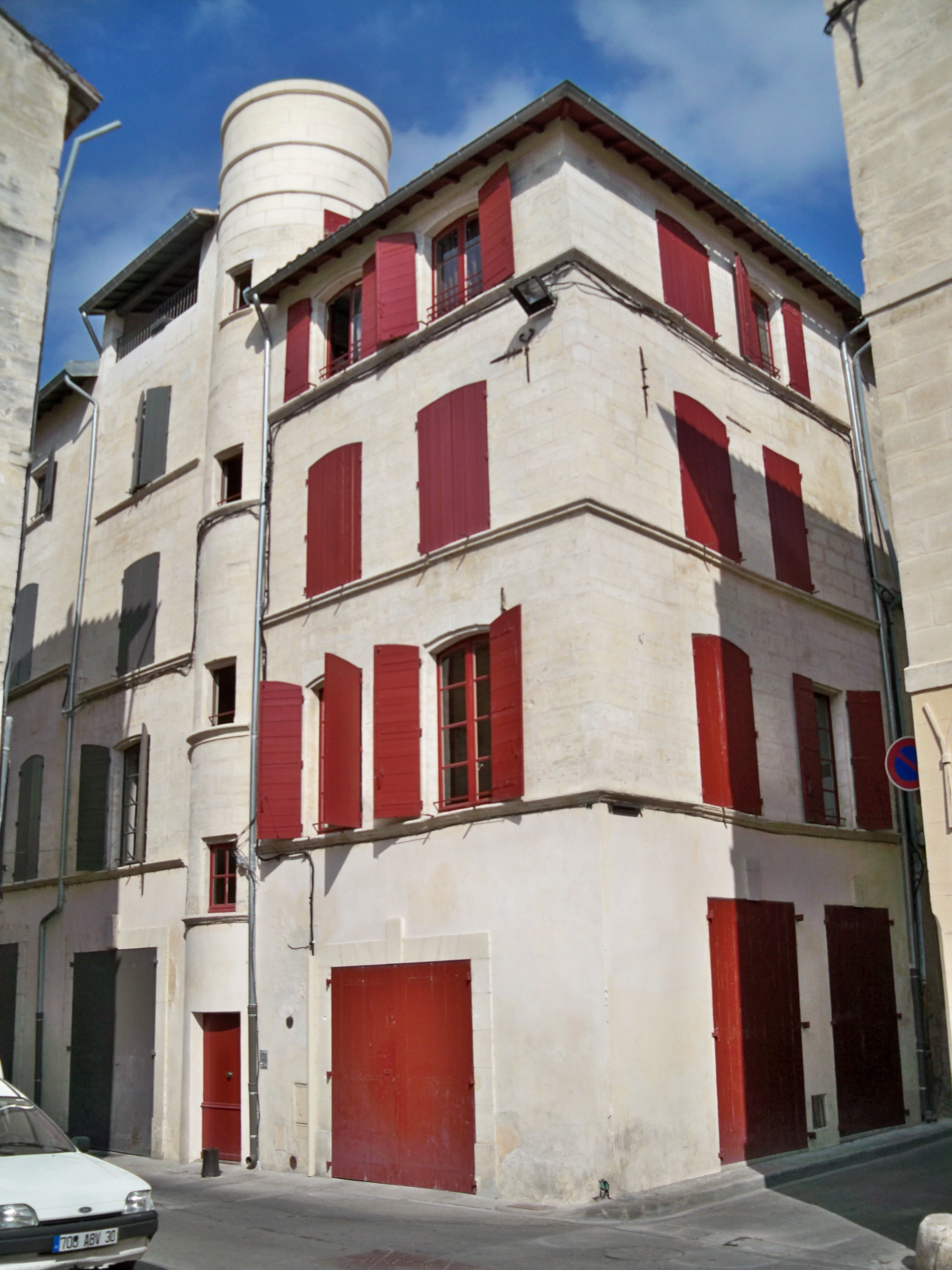
传统民居

### 旅游
博凯尔的旅游事务由其所属的博凯尔市镇公共社区负责。2022年，博凯尔境内共有2家酒店共计66间房间。

### 媒体
法国主要的媒体均可在博凯尔接收，法国电视三台下属的奥克西塔尼大区频道在部分时段播出博凯尔所在加尔省的地方新闻。奥克西塔尼加尔地区电视台、《马赛人日报》、蓝色法兰西加尔-洛泽尔广播、卡马格广播等是当地主要的地方性媒体。

## 相关人物
图卢兹伯爵雷蒙七世、法国医生皮埃尔-约瑟夫·阿莫勒、天主教枢机卡布里耶尔的阿纳托尔和文学家雅克·蒂厄卢瓦出生于博凯尔。

## 友好城市
截至2023年7月，博凯尔共与一座城市建立了友好城市关系：
- 義大利 蒙特卢波-菲奥伦蒂诺